# Bugaba
Bugaba est un corregimiento situé dans le district de Bugaba, province de Chiriquí, au Panama. En 2010, la localité comptait 3 718 habitants.